# 紅龍 (威爾斯)

威爾斯國旗上的紅龍

亨利七世的盾徽，左侧为威尔士红龙，象征支持英格兰王权。

紅龍（Y Ddraig Goch）最早是由凱爾特人所信奉的象徵，後來和英雄亞瑟王傳說所結合。

## 傳說
路特王統治時期，每年五月都有可怕的叫聲，引發很多災難。路特王求助於兄弟李瓦，李瓦告訴他是兩條一紅一白的龍打鬥所造成，叫聲就源自紅龍的痛苦悲鳴。路特王受李瓦的建議下，在不列顛中心挖了深坑並灌入蜂蜜，到晚上兩條龍打累後到坑裏喝蜂蜜，路特趁龍睡覺時用布料包住牠們並放入石棺，埋在史諾多尼亞的Dinas Emrys。
沃蒂根王（Vortigern，曾為羅馬邊境輔軍，西元409年羅馬自不列顛撤兵後崛起的塞爾特人王）因撒克遜人違約起兵而退守威爾斯，想要在Dinas Emrys建立城堡，但每天半夜建城的原料都會消失。不久國王聽巫師建議找來了當時才七歲的梅林，梅林並告訴國王兩條龍的事。國王挖開地面發現那兩條龍，龍醒來後又大打出手，最後紅龍擊敗並趕跑了白龍。梅林表示白龍代表撒克遜，而紅龍代表國王的子民，並告訴國王的子民必將擊退撒克遜人。

### 引用
1. ↑  .   [2015-05-15]. （原始内容存档于2019-09-10）.

### 來源
书籍
- Lofmark, Carl  A History of the Red Dragon Gwasg Carreg Gwalch 1995  ISBN 0863813178

## 外部連結
- http://www.bbc.co.uk/wales/history/sites/flag/ （页面存档备份，存于）